# Sirai járás

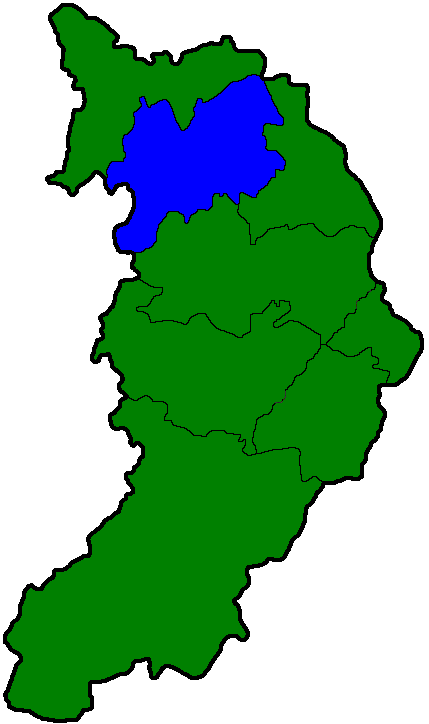
A Sirai járás Hakaszföldön

A Sirai járás (oroszul Ширинский район, hakaszul Шира аймағы) Oroszország egyik járása Hakaszföldön. Székhelye Sira.

## Népesség
- 2002-ben 31 720 lakosa volt, akik főleg oroszok, hakaszok, ukránok és németek.
- 2010-ben 29 371 lakosa volt.